# Saison 2023 de l'équipe cycliste Astana Qazaqstan
La saison 2023 de l'Astana Qazaqstan Team est la dix-septième de cette équipe.

## Coureurs et encadrement technique

### Effectif
| Coureur                | Date de Nais.     | Nationalité | Équipe en 2022               | Vict. | Cont.             | Maillot dist.              |
| ---------------------- | ----------------- | ----------- | ---------------------------- | ----- | ----------------- | -------------------------- |
| Leonardo Basso         | 25 décembre 1993  | Italie      | Astana Qazaqstan             | 0     | 01/2022 - 12/2023 |                            |
| Samuele Battistella    | 14 novembre 1998  | Italie      | Astana Qazaqstan             | 0     | 01/2021 - 12/2024 |                            |
| Manuele Boaro          | 12 mars 1987      | Italie      | Astana Qazaqstan             | 0     | 01/2019 - 12/2023 |                            |
| Cees Bol               | 27 juillet 1995   | Pays-Bas    | Team DSM                     | 0     | 01/2023 - 12/2025 |                            |
| Gleb Brussenskiy       | 18 avril 2000     | Kazakhstan  | Astana Qazaqstan             | 1     | 01/2022 - 12/2024 | - Route                    |
| Mark Cavendish         | 21 mai 1985       | Royaume-Uni | Quick-Step Alpha Vinyl       | 1     | 01/2023 - 12/2024 |                            |
| Igor Chzhan            | 2 octobre 1999    | Kazakhstan  | Almaty Cycling Team          | 0     | 01/2023 - 12/2024 |                            |
| David de la Cruz       | 6 mai 1989        | Espagne     | Astana Qazaqstan             | 0     | 01/2022 - 12/2023 |                            |
| Joe Dombrowski         | 12 mai 1991       | États-Unis  | Astana Qazaqstan             | 0     | 01/2022 - 12/2023 |                            |
| Yevgeniy Fedorov       | 16 février 2000   | Kazakhstan  | Astana Qazaqstan             | 2     | 01/2021 - 12/2024 | - Contre-la-montre         |
| Fabio Felline          | 29 mars 1990      | Italie      | Astana Qazaqstan             | 0     | 01/2020 - 12/2023 |                            |
| Gianmarco Garofoli     | 6 octobre 2002    | Italie      | Astana Qazaqstan Development | 0     | 01/2023 - 12/2024 |                            |
| Yevgeniy Gidich        | 19 mai 1996       | Kazakhstan  | Astana Qazaqstan             | 1     | 01/2018 - 12/2024 |                            |
| Dmitriy Gruzdev        | 13 mars 1986      | Kazakhstan  | Astana Qazaqstan             | 0     | 01/2012 - 12/2024 |                            |
| Martin Laas            | 15 septembre 1993 | Estonie     | Bora-Hansgrohe               | 2     | 01/2023 - 12/2023 |                            |
| Alexey Lutsenko        | 7 septembre 1992  | Kazakhstan  | Astana Qazaqstan             | 9     | 01/2013 - 12/2024 | - Route - Contre-la-montre |
| Davide Martinelli      | 31 mai 1993       | Italie      | Astana Qazaqstan             | 0     | 01/2020 - 12/2023 |                            |
| Gianni Moscon          | 20 avril 1994     | Italie      | Astana Qazaqstan             | 0     | 01/2022 - 12/2023 |                            |
| Yuriy Natarov          | 28 décembre 1996  | Kazakhstan  | Astana Qazaqstan             | 0     | 01/2019 - 12/2023 |                            |
| Antonio Nibali         | 23 septembre 1992 | Italie      | Astana Qazaqstan             | 0     | 01/2022 - 12/2023 |                            |
| Nurbergen Nurlykhassym | 25 mars 2000      | Kazakhstan  | Astana Qazaqstan             | 0     | 01/2022 - 12/2023 |                            |
| Vadim Pronskiy         | 4 juin 1998       | Kazakhstan  | Astana Qazaqstan             | 0     | 01/2020 - 12/2024 |                            |
| Alexandr Riabushenko   | 12 octobre 1995   |             | Astana Qazaqstan             | 0     | 01/2022 - 12/2023 |                            |
| Javier Romo            | 6 janvier 1999    | Espagne     | Astana Qazaqstan             | 0     | 01/2021 - 12/2023 |                            |
| Luis León Sánchez      | 24 novembre 1983  | Espagne     | Bahrain Victorious           | 0     | 01/2023 - 12/2023 |                            |
| Christian Scaroni      | 16 octobre 1997   | Italie      | Astana Qazaqstan             | 0     | 07/2022 - 12/2023 |                            |
| Gleb Syritsa           | 14 avril 2000     |             | Néo-pro                      | 2     | 01/2023 - 12/2024 |                            |
| Harold Tejada          | 27 avril 1997     | Colombie    | Astana Qazaqstan             | 0     | 01/2020 - 12/2024 |                            |
| Simone Velasco         | 2 décembre 1995   | Italie      | Astana Qazaqstan             | 2     | 01/2022 - 12/2025 | - Route                    |
| Andrey Zeits           | 14 décembre 1986  | Kazakhstan  | Astana Qazaqstan             | 2     | 01/2022 - 12/2023 |                            |

## Champions nationaux, continentaux et mondiaux
| Date         | Course                                                  | Maillot | Coureurs         | Pays       | Lieu         |
| ------------ | ------------------------------------------------------- | ------- | ---------------- | ---------- | ------------ |
| 7 juin 2023  | Championnat d'Asie du contre-la-montre par équipe mixte |         | Igor Chzhan      | Thaïlande  | Rayong       |
| 7 juin 2023  | Championnat d'Asie du contre-la-montre par équipe mixte |         | Yevgeniy Fedorov | Thaïlande  | Rayong       |
| 7 juin 2023  | Championnat d'Asie du contre-la-montre par équipe mixte |         | Dmitriy Gruzdev  | Thaïlande  | Rayong       |
| 10 juin 2023 | Championnat d'Asie du contre-la-montre individuel       |         | Yevgeniy Fedorov | Thaïlande  | Rayong       |
| 13 juin 2023 | Championnat d'Asie de cyclisme sur route                |         | Gleb Brussenskiy | Thaïlande  | Rayong       |
| 21 juin 2023 | Championnat du Kazakhstan du contre-la-montre           |         | Alexey Lutsenko  | Kazakhstan | Taldykourgan |
| 24 juin 2023 | Championnat d'Italie de cyclisme sur route              |         | Simone Velasco   | Italie     | Comano Terme |
| 25 juin 2023 | Championnat du Kazakhstan de cyclisme sur route         |         | Alexey Lutsenko  | Kazakhstan | Taldykourgan |

## Classement UCI par équipes
Le classement UCI par équipes se calcule en comptabilisant les points des 20 meilleurs coureurs de l'équipe. Ce classement est calculé avec les points acquis lors de l'année civile. Au terme d'une période de trois ans (2023-2025), les dix-huit meilleures équipes recevront une licence World Tour pour la prochaine période (2026-2028).
| Classement UCI (par équipes) au 17 octobre 2023. | Classement UCI (par équipes) au 17 octobre 2023. | Classement UCI (par équipes) au 17 octobre 2023. | Classement UCI (par équipes) au 17 octobre 2023. | Classement UCI (par équipes) au 17 octobre 2023. |
| #                                                | Pays                                             | Pts. 2023                                        | Diff.                                            |                                                  |
| ------------------------------------------------ | ------------------------------------------------ | ------------------------------------------------ | ------------------------------------------------ | ------------------------------------------------ |
| 1                                                | UAE Team Emirates                                | 30963,18                                         | -                                                |                                                  |
| 2                                                | Jumbo-Visma                                      | 29654,45                                         | 1303,73                                          |                                                  |
| 3                                                | Soudal Quick-Step                                | 18702,85                                         | 10951,60                                         |                                                  |
| 4                                                | Ineos Grenadiers                                 | 17760,93                                         | 941,92                                           |                                                  |
| 5                                                | Lidl-Trek                                        | 16054,45                                         | 1706,48                                          |                                                  |
| 6                                                | Bahrain Victorious                               | 15787,81                                         | 266,64                                           |                                                  |
| 7                                                | Groupama-FDJ                                     | 14834,51                                         | 953,30                                           |                                                  |
| 8                                                | Alpecin-Deceuninck                               | 14519,25                                         | 315,26                                           |                                                  |
| 9                                                | Lotto Dstny                                      | 14112,83                                         | 406,42                                           |                                                  |
| 10                                               | Bora-Hansgrohe                                   | 13325,13                                         | 787,45                                           |                                                  |
| 11                                               | EF Education-EasyPost                            | 11818,69                                         | 1506,44                                          |                                                  |
| 12                                               | Movistar                                         | 10989,53                                         | 829,16                                           |                                                  |
| 13                                               | Team Jayco AlUla                                 | 10737,65                                         | 251,88                                           |                                                  |
| 14                                               | Intermarché-Circus-Wanty                         | 10492,28                                         | 245,37                                           |                                                  |
| 15                                               | Cofidis                                          | 10437,41                                         | 54,87                                            |                                                  |
| 16                                               | Israel-Premier Tech                              | 10022,00                                         | 415,41                                           |                                                  |
| 17                                               | DSM-Firmenich                                    | 9102,20                                          | 919,80                                           |                                                  |
| 18                                               | AG2R Citroën                                     | 9096,00                                          | 6,20                                             |                                                  |
| 19                                               | Team Arkéa-Samsic                                | 7229,00                                          | 1867,00                                          |                                                  |
| 20                                               | Astana Qazaqstan                                 | 7044,44                                          | 184,56                                           |                                                  |
| 21                                               | Uno-X Pro                                        | 6569,00                                          | 478,44                                           |                                                  |
| 22                                               | TotalEnergies                                    | 5765,00                                          | 804,00                                           |                                                  |

| Liste des vingt coureurs marquant des points pour le classement UCI par équipes 2023. | Liste des vingt coureurs marquant des points pour le classement UCI par équipes 2023. | Liste des vingt coureurs marquant des points pour le classement UCI par équipes 2023. |
| #                                                                                     | Coureur                                                                               | Points                                                                                |
| ------------------------------------------------------------------------------------- | ------------------------------------------------------------------------------------- | ------------------------------------------------------------------------------------- |
| 1                                                                                     | Alexey Lutsenko                                                                       | 1485,29                                                                               |
| 2                                                                                     | Simone Velasco                                                                        | 907,00                                                                                |
| 3                                                                                     | Mark Cavendish                                                                        | 856,29                                                                                |
| 4                                                                                     | Cees Bol                                                                              | 495,29                                                                                |
| 5                                                                                     | Christian Scaroni                                                                     | 449,00                                                                                |
| 6                                                                                     | Yevgeniy Fedorov                                                                      | 429,33                                                                                |
| 7                                                                                     | Harold Tejada                                                                         | 334,29                                                                                |
| 8                                                                                     | Yevgeniy Gidich                                                                       | 297,00                                                                                |
| 9                                                                                     | Gleb Brussenskiy                                                                      | 281,00                                                                                |
| 10                                                                                    | Samuele Battistella                                                                   | 264,00                                                                                |
| 11                                                                                    | David de la Cruz                                                                      | 234,00                                                                                |
| 12                                                                                    | Dmitriy Gruzdev                                                                       | 210,62                                                                                |
| 13                                                                                    | Andrey Zeits                                                                          | 199,00                                                                                |
| 14                                                                                    | Vadim Pronskiy                                                                        | 141,00                                                                                |
| 15                                                                                    | Luis León Sánchez                                                                     | 96,00                                                                                 |
| 16                                                                                    | Antonio Nibali                                                                        | 96,00                                                                                 |
| 17                                                                                    | Gleb Syritsa                                                                          | 93,00                                                                                 |
| 18                                                                                    | Igor Chzhan                                                                           | 78,33                                                                                 |
| 19                                                                                    | Martin Laas                                                                           | 52,00                                                                                 |
| 20                                                                                    | Gianmarco Garofoli                                                                    | 46,00                                                                                 |
| TOTAL                                                                                 | TOTAL                                                                                 | 7044,44                                                                               |

## Classement UCI individuel en fin de saison
| 46  | Alexey Lutsenko     | 1485,29 |
| 92  | Simone Velasco      | 907,00  |
| 103 | Mark Cavendish      | 856,29  |
| 183 | Cees Bol            | 495,29  |
| 206 | Christian Scaroni   | 449,00  |
| 214 | Yevgeniy Fedorov    | 429,33  |
| 278 | Harold Tejada       | 334,29  |
| 309 | Yevgeniy Gidich     | 297,00  |
| 322 | Gleb Brussenskiy    | 281,00  |
| 337 | Samuele Battistella | 264,00  |

| 372  | David de la Cruz   | 234,00 |
| 408  | Dmitriy Gruzdev    | 210,62 |
| 431  | Andrey Zeits       | 199,00 |
| 555  | Vadim Pronskiy     | 141,00 |
| 733  | Antonio Nibali     | 96,00  |
| 733  | Luis León Sánchez  | 96,00  |
| 753  | Gleb Syritsa       | 93,00  |
| 786  | Igor Chzhan        | 88,33  |
| 1081 | Martin Laas        | 52,00  |
| 1174 | Gianmarco Garofoli | 46,00  |

| 1426 | Javier Romo            | 31,29 |
| 1446 | Joe Dombrowski         | 30,00 |
| 1559 | Gianni Moscon          | 27,00 |
| 2095 | Yuriy Natarov          | 11,00 |
| 2384 | Alexandr Riabushenko   | 6,00  |
| 3311 | Davide Martinelli      | 0,29  |
| -    | Fabio Felline          | 0,00  |
| -    | Leonardo Basso         | 0,00  |
| -    | Manuele Boaro          | 0,00  |
| -    | Nurbergen Nurlykhassym | 0,00  |